# Gran valor
Gran Valor es una película argentina estrenada el 9 de octubre de 1980 dirigida por Enrique Cahen Salaberry y protagonizada por 
Juan Carlos Calabró y Graciela Alfano. Su género es la comedia.

## Sinopsis
Abel Amoroso, cadete en una escribanía y responsable de llevar los depósitos al banco, es secuestrado por una banda cuyo líder, Luis Santanelli, posee un increíble parecido físico con el cadete. El captor adopta la identidad de su sosias, se fuga con el botín, convence a los investigadores de su inocencia y se casa con la novia de Abel.

## Reparto
- Juan Carlos Calabró... Abel "Gran Valor" Amoroso / Luis "Lucho" Santanelli
- Graciela Alfano ... Silvia
- Nelly Lainez ... Madre de Abel
- Julio López ... Johny
- Emilio Vidal ... Padre de Abel
- Carlos Iglesias ... Comisario
- Vicente La Russa ... "La Bestia"
- Tito Mendoza ... "Lutz Ferrando"
- Delfor Medina ... Amigo de Abel
- Jaimito Cohen ... "Superman"
- Noemí Alan ... Wanda
- Marcos Zucker ... Rusestein
- Henny Trayles ... Sra Dulce
- León Sarthié ... Inspector 2
- Guillermo Nimo ... El mismo
- Carlos Romero
- Ernesto Nogués
- Silvia Kutika
- Enzo Bai
- Luis Aranda
- Joaquín Piñón
- Enrique San Miguel
- Adolfo Duncan
- Ricardo Jordán
- Coco Fosatti
- Iván Lecau
- Jacky Cahen Salaberry